# Jan Mráz
Jan Mráz (* 15. května 1962 Brno) je moravský římskokatolický duchovní a kanonista. Do července roku 2013 působil jako rektor Papežské koleje Nepomucenum. Od roku 2013 je jmenovaným farářem farnosti u kostela sv. Tomáše v Brně (s faktickou platností od 1. září 2013).

## Stručný životopis
Po přijetí kněžského svěcení a působení ve farní správě v brněnské diecézi (Telč, Brno – sv. Tomáš, Kunštát na Moravě, Sebranice) byl v roce 1993 poslán studovat církevní právo na Papežskou lateránskou univerzitu, kde získal titul licenciáta kanonického práva. V letech 1995–1998 působil jako spirituál v Papežské koleji Nepomucenum, v letech 1998–2013 byl jejím rektorem. V listopadu 1999 jej sv. Jan Pavel II. jmenoval kaplanem Jeho Svatosti. Dne 3. července 2010 byl jmenován kanovníkem kolegiátní kapituly Všech svatých na pražském hradě a 1. listopadu 2022 byl zvolen proboštem kapituly.